# Human Blood
Human Blood est un événement canadien de techno hardcore et gabber, également freeform, terrorcore organisé par Kanibalz Kollective. L'événement est actif entre 2002 et 2009 au Québec.

## Histoire
L'événement se déroule pour la première fois en 2002 à Québec, organisé par le label discographique Kanibalz Kollective en collaboration avec la boîte de nuit Cube Afterhours. À cette période, Simon Robidoux (Merku) explique qu'« il n’y avait pas vraiment d’événement hardcore à Québec avant que nous nous décidions à monter nos propres trucs. Notre mission est claire, nous voulons rendre accessible une musique marginale qui nous tient vraiment à cœur… »
Accueillant d'abord des artistes locaux composant de la techno hardcore, sa notoriété grandit progressivement, et lui permet d'accueillir des artistes de renommée internationale venus respectivement des États-Unis et d'Europe, comme Omar Santana en 2004, Endymion en 2005, Evil Activities en 2006, DJ Mad Dog en 2007, et Tha Playah en 2009.